# Разградска област
Разградска област (буг. Област Разград) се налази у североисточном делу Бугарске. Ова област заузима површину од 2,637 km² и има 148.744 становника. Административни центар Разградске области је град Разград.

## Списак насељених места у Разградској области
Градови су подебљани

### Општина Завет
Брестовене,
Веселец,
Завет,
Иван Шишманово,
Острово,
Прелез,
Сушево

### Општина Исперих
Белинци,
Брдоква,
Вазово,
Гољам Поровец,
Делчево,
Лудогорци,
Духовец,
Драгомаж,
Исперих,
Јонково,
Китанчево,
Конево,
Капиновци,
Лавино,
Мали Поровец,
Печеница,
Подајва,
Рајнино,
Свештари,
Средоселци,
Старо Селиште,
Тодорово,
Јаким Груево

### Општина Кубрат
Беловец,
Бисерци,
Божурово,
Горичево,
Задруга,
Званарци,
Каменово,
Кубрат,
Медовене,
Мадрево,
Равно,
Савин,
Севар,
Сеслав,
Тертер,
Точилари,
Јупер

### Општина Лозница
Веселина,
Гороцвет,
Градина,
Бели Лом,
Каменар,
Кројач,
Лозница,
Ловско,
Манастирско,
Манастирци,
Островче,
Сејдол,
Сиња Вода,
Студенец,
Трапиште,
Трбач,
Чудомир

### Општина Разград
Балкански,
Благоево,
Гецово,
Дрјановец,
Дјанково,
Киченица,
Липник,
Мортагоново,
Недоклан,
Осенец,
Островче,
Побит Камак,
Просторно,
Пороиште,
Радинград,
Разград,
Раковски,
Стражец,
Топчии,
Ушинци,
Черковна,
Јасеновец

### Општина Самуил
Богданци,
Богомилци,
Владимировци,
Гољама Вода,
Гољам Извор,
Жељазковец,
Здравец,
Кара Михал,
Кривица,
Ножарово,
Пчелина,
Самуил,
Хума,
Хрсово

### Општина Цар Калојан
Езерче,
Костанденец,
Цар Калојан